# Michael Bakos
Michael Bakos (* 2. März 1979 in Augsburg) ist ein ehemaliger deutscher Eishockeyspieler, der für sein Heimatland an fünf Weltmeisterschaften und an den Olympischen Winterspielen in Vancouver teilnahm. Zudem wurde er mit den Adler Mannheim Deutscher Meister.

## Karriere

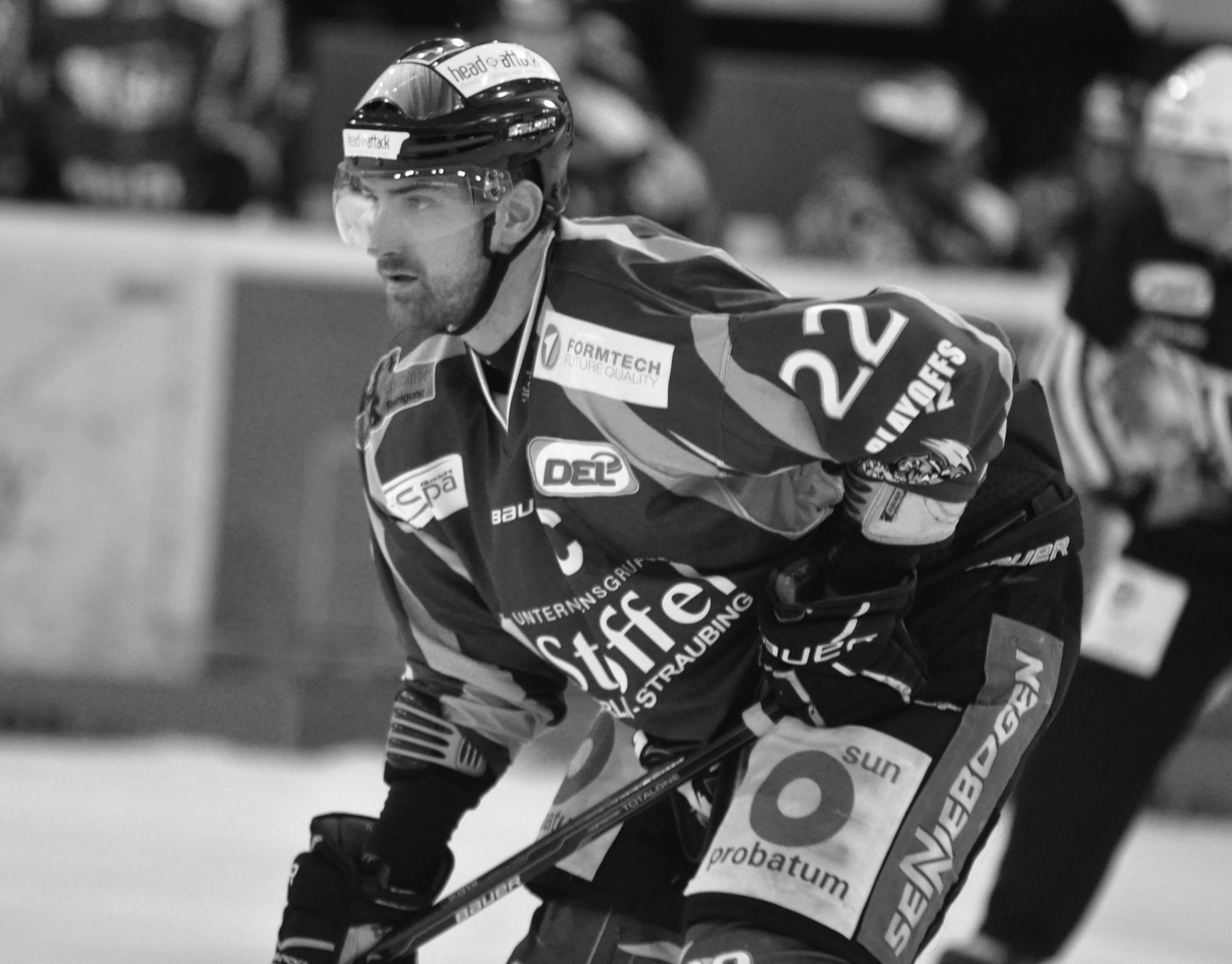
Bakos im Trikot der Straubing Tigers (2012)

Michael Bakos begann mit dem Eishockey bei seinem Heimatverein in Augsburg bei den Augsburger Panthern, bei denen er die Jugendabteilung durchlief und schließlich in der Saison 1996/97 erste Einsätze für die DEL-Mannschaft des Clubs absolvierte. In den folgenden Jahren wurde der Verteidiger stetig an das Profiteam herangeführt, bis er ab der Spielzeit 1998/99 ausschließlich für die DEL-Mannschaft zum Einsatz kam. 2000 wechselte der Rechtsschütze zu den Adler Mannheim, bei denen er in seiner ersten Spielzeit noch häufig mit einer Förderlizenz für die Jungadler spielte, aber mit den Profis die deutsche Meisterschaft gewinnen konnte. In den folgenden Jahren gehörte Bakos stets zum Stammpersonal der Adler und überzeugte mit guten Leistungen. Zur Spielzeit 2006/07 wechselte der Abwehrspieler zum ERC Ingolstadt, wo er einen Kontrakt bis 2008 unterzeichnete, diesen aber während der Saison 2007/08 um zwei weitere Jahre bis 2010 verlängerte. Seit der Saison 2010/11 läuft Bakos für die Straubing Tigers auf, wo er das Kapitänsamt übernahm. In seinem ersten Jahr bei den Niederbayern bestritt der Rechtsschütze nur 34 Spiele, da er zu Saisonbeginn an Pfeiffer-Drüsenfieber erkrankt war. Auch in der Saison 2011/12 führt Bakos die Straubing Tigers als Kapitän an. Am 11. Januar 2012 gab der Verteidiger bekannt, dass er Straubing nach der Saison verlassen und in seine Heimatstadt Augsburg zurückkehren wird. Im Frühling 2014 beendete der 648-fache DEL-Spieler aus gesundheitlichen Gründen seine Karriere.

### International
Seine Karriere in deutschen Auswahlmannschaften begann für Michael Bakos im Jahr 1996, als er an der Junioren-Europameisterschaft teilnahm. Es folgte 1997 eine weitere Teilnahme sowie die Teilnahme an den Junioren-Weltmeisterschaften 1997, 1998 und 1999. Sein erstes Turnier für die A-Nationalmannschaft bestritt der Verteidiger 2005 bei den Welttitelkämpfen, wo er jedoch mit dem deutschen Team abstieg. Ein Jahr später schaffte er mit der Mannschaft jedoch den direkten Wiederaufstieg bei der Division-I-Weltmeisterschaft in Amiens. Weitere Teilnahmen an Weltmeisterschaften mit der A-Nationalmannschaft waren 2007, 2008 und 2009. 2010 folgte die Teilnahme an den Olympischen Winterspielen in Vancouver. Bis zum heutigen Zeitpunkt bestritt er 100 Länderspiele für die deutsche Nationalmannschaft.

## Erfolge und Auszeichnungen
- 2001 Deutscher Meister mit den Adler Mannheim
- 2003 Deutscher Pokalsieger mit den Adler Mannheim
- 2005 Vizemeister mit den Adler Mannheim
- 2008 Teilnahme am DEL All-Star Game

### International
- 2006 Aufstieg in die Top-Division bei der Weltmeisterschaft der Division I
- 2009 Top-3-Spieler Norwegens bei der Weltmeisterschaft

## Karrierestatistik
(Legende zur Spielerstatistik: Sp oder GP = absolvierte Spiele; T oder G = erzielte Tore; V oder A = erzielte Assists; Pkt oder Pts = erzielte Scorerpunkte; SM oder PIM = erhaltene Strafminuten; +/− = Plus/Minus-Bilanz; PP = erzielte Überzahltore; SH = erzielte Unterzahltore; GW = erzielte Siegtore; 1 Play-downs/Relegation; Kursiv: Statistik nicht vollständig)